# John T. Morrison
John Tracy Morrison, född 25 december 1860 i Jefferson County, Pennsylvania, död 20 december 1915 i Boise, Idaho, var en amerikansk republikansk politiker. Han var guvernör i delstaten Idaho 1903–1905.
College of Idaho grundades år 1891. Advokatbyrån Morrison & Rice fick ansvaret för att skriva avtalet om den privata högskolans stiftande. Morrison var själv bland de första lärarna och undervisade i engelska och historia. Från och med år 1893 var han med i College of Idahos styrelse.
Morrison efterträdde 1903 Frank W. Hunt som guvernör och efterträddes två år senare av Frank R. Gooding. Morrison avled 1915 och gravsattes på Morris Hill Cemetery i Boise.